# NGC 6182
NGC 6182 је спирална галаксија у сазвежђу Змај која се налази на NGC листи објеката дубоког неба.
Деклинација објекта је + 55° 31' 4" а ректасцензија 16h 29m 33,9s. Привидна величина (магнитуда) објекта NGC 6182 износи 13,6 а фотографска магнитуда 14,5. NGC 6182 је још познат и под ознакама UGC 10424, MCG 9-27-48, CGCG 276-24, PGC 58338.